# كرايغ نابير
كرايغ نابير (بالإنجليزية: Craig Napier)‏ (14 نوفمبر 1965 في المملكة المتحدة - ) هو لاعب كرة قدم بريطاني في مركز الدفاع. لعب مع نادي فالكيرك ونادي كيلمارنوك وهاميلتون أكاديميكال ونادي كلايد ونادي آير يونايتد.